# Redheugh Bridge
Redheugh Bridge je silniční most přes řeku Tyne spojující města Newcastle upon Tyne a Gateshead v Anglii.
První most, který stál na místě dnešního trámového mostu byl dílem britského inženýra Thomase Boucheho (známého zejména díky projektu mostu Tay Rail Bridge). Most byl zavěšený a jeho výstavba probíhala v letech 1868 – 1871. Hlavní dvě rozpětí mostu byla 73 m dlouhá. V roce 1885 byl most zničen a později byl na jeho místě postaven nový.
Výstavba druhého mostu byla zahájena v roce 1897 a ukončena o čtyři roky později. Příhradový most vybudovaný společností Sir William Arrol & Co. měl dvě hlavní rozpětí s délkou 75,6 m a dvě boční rozpětí s délkou 51,2 m, celková délka mostu činila 363,6 m. Druhý most byl zničen v roce 1984, rok po otevření třetího mostu. Na místě, kde začínal z gatesheadské strany, stojí dnes sousoší Once Upon a Time Richarda Deacona.
Třetí most byl zbudován v letech 1980 – 1983. Je vzdálen zhruba 25 m východně od předešlých dvou staveb a na rozdíl od nich má jen jedno hlavní rozpětí o délce 160 m. Celková délka mostu činí 674 m, mostovka je 15,8 m široká a v nejvyšším bodě se nachází 26,06 m nad hladinou řeky Tyne. Otevřen pro silniční provoz byl dne 18. května 1983 princeznou Dianou.